# Karl Adolf Schmid
Karl Adolf Schmid, född den 19 januari 1804 i Ehingen, död den 23 maj 1887 i Stuttgart, var en tysk pedagog.
Schmid var rektor vid gymnasierna i Esslingen (från 1838), Ulm (från 1852) och Stuttgart (från 1859), föreståndare för württembergska gymnastikinstitutet (Turnlehrerbildungsanstalt) 1862–1867. Han var en framstående representant för sin tids filologer, som nära anslöt sitt ämne till den filosofiska och teologiska bildningen. Hans huvudarbete är den i förening med Palmer och Wildermuth utgivna Encyklopädie des gesammten Erziehungs- und Unterrichtswesens (1859–1878; 2:a upplagan fortsatt av Wilhelm Schrader, 1876–1887), varav Pädagogisches Handbuch (1877–1879; 2:a upplagan 1883–1884) är ett sammandrag. I Geschichte der Erziehung, i vilken olika delar författades av särskilda fackmän, utarbetade han själv första delen (1883, fortsättning under redaktion av hans son Georg Schmid 1884–1902).